# 金锦锡
金锦锡（1987年8月19日— ）是一名朝鲜举重运动员，身高1.58米。2010年，在广州亚运会中以324千克夺得男子69公斤级举重冠军。